# Cernicino, Haskovo
Cernicino (în bulgară Черничино) este un sat în comuna Ivailovgrad, regiunea Haskovo,  Bulgaria. 

## Demografie
Componența etnică a satului Cernicino
     Bulgari (100%)
     Nicio identificare (0%)
     Altele (0%)
La recensământul din 2011, populația satului Cernicino era de 19 locuitori. Din punct de vedere etnic, majoritatea locuitorilor (100,0%) erau bulgari. Pentru 0,0% din locuitori nu este cunoscută apartenența etnică.